# Harald Lindow
Harald Lindow (* 11. Juni 1886 in Sønder Broby; † 29. April 1972) war ein dänischer Jurist, Autor und Inspektor in Grönland.

## Leben
Harald Lindow war der Sohn des Anwalts Ivar Petersen († 1912) und seiner Frau Ida Rosina Lindow († 1925). Er erhielt Privatunterricht und erhielt 1905 die Hochschulreife. Anschließend begann er ein Jurastudium, das er 1911 als cand.jur. abschloss. Anschließend wurde er Assistent in der Universitätsquästur, aber noch im selben Jahr Bevollmächtigter beim nordgrönländischen Inspektor Jens Daugaard-Jensen. Am 19. August 1913 heiratete er in Korsør Herdis Torkildsdatter Winther (1893–1935), Tochter des Pastors Torkild Winther († 1949) und seiner Frau Dagmar Vedel († 1917).
1913 wurde er selbst kommissarischer Inspektor von Nordgrönland, wobei er das Amt vom kommissarisch wirkenden Anders Peter Olsen übernahm. 1915 wurde er festangestellt. Von 1920 bis 1921 war er Mitglied der Grønlandskommission. Von 1921 bis 1922 nahm er an einer ethnografischen Expedition nach Kanada (Hudson Bay und Labrador) teil. 1925 wurde das Inspektorenamt abgeschafft.
Harald Lindow wurde daraufhin zum Unternotar in Kopenhagen ernannt. 1940 wurde er Notar und 1943 Obernotar. 1954 wurde er pensioniert. Nach dem Tod seiner Frau hatte er am 6. November 1942 Merete Ohlmann, Tochter des Bürochefs H. Ohlmann († 1933) und seiner Frau Georgia Ungersen († 1946) geheiratet. Er gründete 1949 die Juristenvereinigung Corpus juris, der er bis 1959 vorstand. Am 14. Januar 1921 wurde er Ritter des Dannebrogordens und am 3. Juni 1954 Ritter 1. Grades. Harald Lindow schrieb mehrere Bücher und Zeitschriften- und Zeitungsartikel zu grönländischen Themen. Er starb 1972 im Alter von 85 Jahren.

## Werke (Auswahl)
- 1922: Blandt Eskimoerne i Labrador
- 1922: Fra Grønland til Stillehavet
- 1923: Seqinermiut
- 1929: Trade and Administration of Greenland
- 1948: Kongefærden til Grønland 1921
- 1952: Hans Egede. Colonizer and Missionary of Greenland (Hrsg.)
- 1970: Erindringer fra Grønland under krigen 1914–18